# Vimarcé
Vimarcé là một xã thuộc tỉnh Mayenne trong vùng Pays de la Loire tây bắc nước Pháp. Xã này nằm ở khu vực có độ cao từ 135-302 mét trên mực nước biển.
- Communes of the Mayenne department